# 이치노미야촌 (시마네현)
이치노미야촌(一宮村)은 시마네현 이시군에 있던 촌이다. 현재의 오다시, 운난시의 일부에 해당한다.

## 역사
- 1889년 4월 1일 - 정촌제 시행에 의해 이시군 이치노미야촌이 성립하였다.
- 1941년 11월 3일 - 이치노미야촌을 분할해 일부는 히카와군 가미쓰촌에, 그 밖의 구역은 미토야정에 편입해 폐지되었다.

## 참고문헌
- 角川日本地名大辞典 32 島根県
- 『市町村名変遷辞典』東京堂出版、1990年。